# Palaeopeneroplis
Palaeopeneroplis, en ocasiones erróneamente denominado Paleopeneroplis, es un género de foraminífero bentónico considerado un sinónimo posterior de Laevipeneroplis de la familia Peneroplidae, de la superfamilia Soritoidea, del suborden Miliolina y del orden Miliolida. Su especie tipo era Palaeopeneroplis inornatus. Su rango cronoestratigráfico abarca el Holoceno.

## Clasificación
Palaeopeneroplis incluía a la siguiente especie:
- Palaeopeneroplis inornatus